# Hydriomena itaria
Hydriomena itaria là một loài bướm đêm trong họ Geometridae.